# Conus fusiformis
Conus fusiformis é uma espécie de gastrópode do gênero Conus, pertencente a família Conidae.